# Otton Zygmunt Eysymont
Otton Zygmunt Eysymont (ur. 11 czerwca?/24 czerwca 1904 w Bobrujsku, zm. 1984 w Chichester) – major kawalerii Polskich Sił Zbrojnych na Zachodzie

## Życiorys
Urodził się 24 czerwca 1904 r. w Bobrujsku, w rodzinie Józefa i Adeli z Zaleskich. Pochodził ze znanej rodziny szlacheckiej o tradycjach wojskowych. W 1919 r., gdy tereny na których mieszkał zajęli bolszewicy, nie chcąc kształcić się w szkole sowieckiej, porzucił naukę. W następnym roku, przedostał się przez front i jako 16-latek wstąpił na ochotnika do Wojska Polskiego trafiając do Pułku Jazdy Tatarskiej w szeregach którego brał udział m.in. w wyprawie kijowskiej. W czerwcu 1920 r. został wzięty do niewoli sowieckiej, w której przebywał 8 miesięcy. Po powrocie do Polski trafił do 3 Pułku Strzelców Konnych. W latach 1932–1939 służył w 3 Pułku Ułanów Śląskich, stacjonujących w Tarnowskich Górach. Pod koniec sierpnia 1939 r. objął dowództwo Oddziału Wydzielonego „Wodzisław”. Wybuch II wojny światowej zastał go w Jastrzębiu Dolnym, gdzie na granicy z Mszaną udanie poprowadził działania obronne 3 Szwadronu 3 Pułku Ułanów Śląskich (OW „Wodzisław” w sile 200 ludzi) w czasie obrony Bożej Góry (1 września 1939). Następnie brał udział w walkach pod Tomaszowem Lubelskim, wyróżniając się szczególnym męstwem (m.in. za przedarcie się pomiędzy oddziałami wroga z raportem do kwatery generała Sosnkowskiego, przyobiecano mu Order Virtuti Militari, a każdemu z jego żołnierzy Krzyż Walecznych. Po zakończeniu działań zbrojnych przedarł się na Zachód. We Francji został przydzielony do odtwarzanego przez generała Maczka 10 Pułku Strzelców Konnych, gdzie był dowódcą 3 szwadronu. Po agresji niemieckiej na Francję w 1940 r. powierzono mu dowództwo 1 szwadronu, nowo sformowanego Oddziału Wydzielonego. Szwadron był w walce aż do upadku Francji, a jego postawa wzbudziła szacunek nawet u wroga, który nazywał OW Schwarze Brigade. Po przedarciu się do Anglii wraz ze swoim zgrupowaniem przebywał w Szkocji. W maju 1944 r. został zastępcą dowódcy Pułku, z którym wziął udział w inwazji na Francję. 22 sierpnia 1944 r. został dowódcą Pułku, lecz kilka dni później dostał nominację na dowódcę 1 Pułku Artylerii Przeciwpancernej, z którym przeszedł praktycznie cały dalszy szlak bojowy. 4 września 1945 roku ustąpił ze stanowiska. Awansowany do stopnia majora Polskich Sił Zbrojnych.
Po wojnie pozostał w Wielkiej Brytanii, gdzie prowadził mały bar w Londynie. 30 maja 1961 r. przyznano mu tamtejsze obywatelstwo. Zmarł w mieście Chichester w hrabstwie Sussex w 1984 r.

## Inne informacje
- Bój o Bożą Górę, stał się kanwą licznych nieporozumień. Generał Kuropieska[5] twierdził, że straty 3 Szwadronu wynosiły 60 ułanów i 100 koni, choć faktycznie śmierć poniosło 5 żołnierzy rotm. Eysymonta, a rzeczywisty przebieg tego starcia świadczy dobitnie o umiejętnościach i inteligencji tego dowódcy.
- Wbrew obiegowym opiniom (m.in. Alfonsa Mrowca[6], generała Kuropieski), a co w późniejszych latach stało się jednym z najtrwalszych mitów Wojny Obronnej 1939 (już wcześniej utrwalonym w świadomości społecznej przez A. Wajdę w filmie Lotna), oddział ułanów rotm. Eysymonta nigdy nie zaatakował konno czołgów niemieckich.

## Ordery i odznaczenia
- Krzyż Srebrny Orderu Virtuti Militari[7] nr 10346
- Srebrny Krzyż Zasługi (19 marca 1937)[8]
- Medal Brązowego Lwa (Holandia)[9]